# Football Club Flora 2020
Questa voce raccoglie le informazioni riguardanti il Football Club Flora Tallinn nelle competizioni ufficiali della stagione 2020.

## Stagione
- In campionato il Flora Tallinn termina al primo posto (80 punti), davanti a Paide (64) e Levadia Tallinn (57), e vince per la 13ª volta la Meistriliiga.
- In coppa nazionale perde la finale contro il Levadia Tallinn (0-1).
- In supercoppa nazionale batte il Trans Narva (2-0) e vince per la 10ª volta l'Eesti Superkarikas.
- In Champions League viene eliminato al primo turno dai lituani del Sūduva (1-1 e poi 2-4 ai rigori).
- In Europa League supera il secondo turno battendo gli islandesi del KR Reykjavík (2-1) e il terzo turno contro i maltesi del Floriana (0-0 e poi 4-2 ai rigori), poi viene eliminato al turno di spareggi dai croati della Dinamo Zagabria (1-3).

## Maglie e sponsor
La divisa casalinga era composta da una maglia verde con rifiniture bianche, pantaloncini bianchi e calzettoni verdi. Quella da trasferta era invece composta da una maglia bianca con rifiniture nere, pantaloncini bianchi e calzettoni bianchi.
| Casa | Trasferta |

## Rosa
| N. |                    | Ruolo | Calciatore                |
| -- | ------------------ | ----- | ------------------------- |
| 1  | Estonia (bandiera) | P     | Ingmar Krister Paplavskis |
| 2  | Estonia (bandiera) | D     | Märten Kuusk              |
| 3  | Estonia (bandiera) | D     | Enar Jääger               |
| 4  | Estonia (bandiera) | D     | Marco Lukka               |
| 5  | Estonia (bandiera) | C     | Vladislav Kreida          |
| 7  | Estonia (bandiera) | A     | Frank Liivak              |
| 8  | Estonia (bandiera) | C     | Mihkel Ainsalu            |
| 9  | Estonia (bandiera) | A     | Rauno Alliku (capitano)   |
| 10 | Estonia (bandiera) | C     | Martin Miller             |
| 11 | Estonia (bandiera) | A     | Rauno Sappinen            |
| 14 | Estonia (bandiera) | C     | Konstantin Vassiljev      |
| 17 | Estonia (bandiera) | A     | Mark Anders Lepik         |
| 20 | Estonia (bandiera) | C     | Leonid Arhipov            |

| N. |                    | Ruolo | Calciatore        |
| -- | ------------------ | ----- | ----------------- |
| 23 | Estonia (bandiera) | C     | Henri Valja       |
| 24 | Estonia (bandiera) | D     | Henrik Pürg       |
| 25 | Estonia (bandiera) | D     | Ken Kallaste      |
| 26 | Estonia (bandiera) | C     | Kristo Hussar     |
| 27 | Estonia (bandiera) | D     | Michael Lilander  |
| 28 | Estonia (bandiera) | C     | Markus Soomets    |
| 32 | Estonia (bandiera) | P     | Matvei Igonen     |
| 35 | Estonia (bandiera) | C     | Markus Poom       |
| 40 | Estonia (bandiera) | D     | Maksim Paskotši   |
| 43 | Estonia (bandiera) | D     | Markkus Seppik    |
| 45 | Estonia (bandiera) | D     | Henri Järvelaid   |
| 77 | Estonia (bandiera) | P     | Kristen Lapa      |
| 99 | Estonia (bandiera) | A     | Vlasiy Sinyavskiy |